# Eleições legislativas portuguesas de 2009 no distrito de Évora
| Eleições legislativas portuguesas de 2009 Distritos: Aveiro \| Beja \| Braga \| Bragança \| Castelo Branco \| Coimbra \| Évora \| Faro \| Guarda \| Leiria \| Lisboa \| Portalegre \| Porto \| Santarém \| Setúbal \| Viana do Castelo \| Vila Real \| Viseu \| Açores \| Madeira \| Estrangeiro |

## Resultados por Concelho
Os resultados nos concelhos do Distrito de Évora foram os seguintes:

### Alandroal
| Partido                 | Partido                        | Votos | %               | +/-   |
| ----------------------- | ------------------------------ | ----- | --------------- | ----- |
|                         | Partido Socialista             | 1 412 | 38,44 / 100,00  | 17,05 |
|                         | Coligação Democrática Unitária | 1 088 | 29,62 / 100,00  | 3,55  |
|                         | Partido Social Democrata       | 481   | 13,10 / 100,00  | 1,63  |
|                         | Bloco de Esquerda              | 355   | 9,67 / 100,00   | 7,38  |
|                         | CDS – Partido Popular          | 131   | 3,57 / 100,00   | 2,19  |
|                         | PCTP/MRPP                      | 110   | 2,99 / 100,00   | 1,51  |
|                         | Outros                         | 46    | 1,25 / 100,00   |       |
| Votos Inválidos         | Votos Inválidos                | 50    | 1,36 / 100,00   | 0,24  |
| Total                   | Total                          | 3 673 | 100,00 / 100,00 |       |
| Eleitorado/Participação | Eleitorado/Participação        | 5 526 | 66,47 / 100,00  | 0,23  |

| Freguesia                              | %     | %     | %     | %     | %    | %    | Votantes |
| Freguesia                              | PS    | CDU   | PSD   | BE    | CDS  | PCTP | Votantes |
| -------------------------------------- | ----- | ----- | ----- | ----- | ---- | ---- | -------- |
| Alandroal (Nossa Senhora da Conceição) | 37,06 | 19,94 | 18,53 | 13,39 | 5,84 | 2,32 | 993      |
| Capelins (Santo António)               | 44,74 | 26,84 | 13,68 | 5,26  | 2,37 | 2,89 | 380      |
| Juromenha                              | 43,04 | 3,80  | 29,11 | 10,13 | 8,86 | 5,06 | 79       |
| Santiago Maior                         | 37,89 | 39,50 | 8,28  | 7,54  | 2,42 | 2,36 | 1 486    |
| São Brás dos Matos (Mina do Bugalho)   | 32,92 | 29,17 | 12,50 | 12,92 | 2,50 | 6,67 | 240      |
| Terena                                 | 40,00 | 25,86 | 13,74 | 10,51 | 3,03 | 4,24 | 495      |
| Alandroal                              | 38,44 | 29,62 | 13,10 | 9,67  | 3,57 | 2,99 | 3 673    |

### Arraiolos
| Partido                 | Partido                        | Votos | %               | +/-   |
| ----------------------- | ------------------------------ | ----- | --------------- | ----- |
|                         | Coligação Democrática Unitária | 1 529 | 36,27 / 100,00  | 3,77  |
|                         | Partido Socialista             | 1 228 | 29,13 / 100,00  | 14,42 |
|                         | Partido Social Democrata       | 567   | 13,45 / 100,00  | 0,18  |
|                         | Bloco de Esquerda              | 427   | 10,13 / 100,00  | 5,86  |
|                         | CDS – Partido Popular          | 211   | 5,00 / 100,00   | 3,07  |
|                         | PCTP/MRPP                      | 96    | 2,28 / 100,00   | 0,57  |
|                         | Outros                         | 53    | 1,25 / 100,00   |       |
| Votos Inválidos         | Votos Inválidos                | 105   | 2,49 / 100,00   | 0,53  |
| Total                   | Total                          | 4 216 | 100,00 / 100,00 |       |
| Eleitorado/Participação | Eleitorado/Participação        | 6 375 | 66,13 / 100,00  | 3,28  |

| Freguesia               | %     | %     | %     | %     | %    | %    | Votantes |
| Freguesia               | CDU   | PS    | PSD   | BE    | CDS  | PCTP | Votantes |
| ----------------------- | ----- | ----- | ----- | ----- | ---- | ---- | -------- |
| Arraiolos               | 37,62 | 27,61 | 12,82 | 10,95 | 5,24 | 2,02 | 1 927    |
| Gafanhoeira (São Pedro) | 43,78 | 34,05 | 5,95  | 6,49  | 4,05 | 2,43 | 370      |
| Igrejinha               | 41,77 | 26,54 | 9,47  | 12,35 | 3,91 | 2,67 | 486      |
| Sabugueiro              | 53,16 | 29,37 | 5,58  | 4,83  | 2,23 | 1,12 | 269      |
| Santa Justa             | 42,19 | 35,16 | 7,03  | 7,81  | 1,56 | 3,91 | 128      |
| São Gregório            | 36,24 | 30,73 | 16,06 | 5,05  | 4,13 | 2,29 | 218      |
| Vimieiro                | 19,93 | 30,56 | 23,59 | 11,98 | 7,21 | 2,69 | 818      |
| Arraiolos               | 36,27 | 29,13 | 13,45 | 10,13 | 5,00 | 2,28 | 4 216    |

### Borba
| Partido                 | Partido                        | Votos | %               | +/-   |
| ----------------------- | ------------------------------ | ----- | --------------- | ----- |
|                         | Partido Socialista             | 2 041 | 47,94 / 100,00  | 15,63 |
|                         | Partido Social Democrata       | 642   | 15,08 / 100,00  | 1,82  |
|                         | Coligação Democrática Unitária | 590   | 13,86 / 100,00  | 1,15  |
|                         | Bloco de Esquerda              | 529   | 12,43 / 100,00  | 7,74  |
|                         | CDS – Partido Popular          | 187   | 4,39 / 100,00   | 2,14  |
|                         | PCTP/MRPP                      | 89    | 2,09 / 100,00   | 0,98  |
|                         | Outros                         | 58    | 1,36 / 100,00   |       |
| Votos Inválidos         | Votos Inválidos                | 121   | 2,84 / 100,00   | 1,12  |
| Total                   | Total                          | 4 257 | 100,00 / 100,00 |       |
| Eleitorado/Participação | Eleitorado/Participação        | 6 610 | 64,40 / 100,00  | 6,07  |

| Freguesia              | %     | %     | %     | %     | %    | %    | Votantes |
| Freguesia              | PS    | PSD   | CDU   | BE    | CDS  | PCTP | Votantes |
| ---------------------- | ----- | ----- | ----- | ----- | ---- | ---- | -------- |
| Borba (Matriz)         | 45,79 | 16,58 | 12,93 | 13,18 | 4,91 | 2,00 | 1 996    |
| Borba (São Bartolomeu) | 46,18 | 18,65 | 16,34 | 8,17  | 4,80 | 1,78 | 563      |
| Orada                  | 50,77 | 13,91 | 17,00 | 7,51  | 3,75 | 3,97 | 453      |
| Rio de Moinhos         | 51,16 | 13,82 | 13,09 | 12,61 | 3,61 | 1,69 | 1 245    |
| Borba                  | 47,94 | 15,08 | 13,86 | 12,43 | 4,39 | 2,09 | 4 257    |

### Estremoz
| Partido                 | Partido                        | Votos  | %               | +/-   |
| ----------------------- | ------------------------------ | ------ | --------------- | ----- |
|                         | Partido Socialista             | 3 016  | 36,21 / 100,00  | 15,15 |
|                         | Partido Social Democrata       | 2 168  | 26,03 / 100,00  | 3,88  |
|                         | Coligação Democrática Unitária | 1 138  | 13,66 / 100,00  | 0,75  |
|                         | Bloco de Esquerda              | 799    | 9,59 / 100,00   | 5,36  |
|                         | CDS – Partido Popular          | 649    | 7,79 / 100,00   | 2,91  |
|                         | PCTP/MRPP                      | 174    | 2,09 / 100,00   | 0,94  |
|                         | Outros                         | 144    | 1,73 / 100,00   |       |
| Votos Inválidos         | Votos Inválidos                | 242    | 2,90 / 100,00   | 0,34  |
| Total                   | Total                          | 8 330  | 100,00 / 100,00 |       |
| Eleitorado/Participação | Eleitorado/Participação        | 13 247 | 62,88 / 100,00  | 1,93  |

| Freguesia                 | %     | %     | %     | %     | %     | %    | Votantes |
| Freguesia                 | PS    | PSD   | CDU   | BE    | CDS   | PCTP | Votantes |
| ------------------------- | ----- | ----- | ----- | ----- | ----- | ---- | -------- |
| Arcos                     | 38,91 | 21,59 | 11,75 | 11,31 | 6,90  | 2,50 | 681      |
| Estremoz (Santa Maria)    | 30,53 | 30,71 | 12,27 | 11,02 | 9,54  | 1,38 | 3 259    |
| Estremoz (Santo André)    | 31,67 | 31,59 | 9,55  | 10,51 | 9,77  | 2,20 | 1 361    |
| Évora Monte               | 50,65 | 12,21 | 18,18 | 4,42  | 5,45  | 4,68 | 385      |
| Glória                    | 43,03 | 11,28 | 21,36 | 12,76 | 4,75  | 2,08 | 337      |
| Santa Vitória do Ameixial | 39,15 | 21,32 | 19,38 | 8,53  | 5,43  | 1,55 | 258      |
| Santo Estêvão             | 18,18 | 40,00 | 12,73 | 12,73 | 12,73 | 0    | 55       |
| São Bento de Ana Loura    | 0     | 9,09  | 63,64 | 9,09  | 9,09  | 9,09 | 11       |
| São Bento do Ameixial     | 31,39 | 41,70 | 7,17  | 7,62  | 5,38  | 1,79 | 223      |
| São Bento do Cortiço      | 46,60 | 18,20 | 16,99 | 7,28  | 3,64  | 2,67 | 412      |
| São Domingos de Ana Loura | 36,56 | 11,11 | 33,69 | 6,45  | 5,38  | 2,87 | 279      |
| São Lourenço de Mamporcão | 43,57 | 16,80 | 21,26 | 7,35  | 5,25  | 2,36 | 381      |
| Veiros                    | 50,00 | 23,84 | 8,87  | 5,38  | 5,38  | 2,91 | 688      |
| Estremoz                  | 36,21 | 26,03 | 13,66 | 9,59  | 7,79  | 2,09 | 8 330    |

### Évora
| Partido                 | Partido                        | Votos  | %               | +/-   |
| ----------------------- | ------------------------------ | ------ | --------------- | ----- |
|                         | Partido Socialista             | 10 067 | 34,04 / 100,00  | 15,40 |
|                         | Partido Social Democrata       | 6 402  | 21,65 / 100,00  | 2,93  |
|                         | Coligação Democrática Unitária | 5 232  | 17,69 / 100,00  | 0,77  |
|                         | Bloco de Esquerda              | 3 867  | 13,08 / 100,00  | 7,13  |
|                         | CDS – Partido Popular          | 2 233  | 7,55 / 100,00   | 2,89  |
|                         | PCTP/MRPP                      | 444    | 1,50 / 100,00   | 0,48  |
|                         | Outros                         | 460    | 1,55 / 100,00   |       |
| Votos Inválidos         | Votos Inválidos                | 868    | 2,93 / 100,00   | 0,42  |
| Total                   | Total                          | 29 573 | 100,00 / 100,00 |       |
| Eleitorado/Participação | Eleitorado/Participação        | 48 001 | 61,61 / 100,00  | 4,81  |

| Freguesia                       | %     | %     | %     | %     | %     | %    | Votantes |
| Freguesia                       | PS    | PSD   | CDU   | BE    | CDS   | PCTP | Votantes |
| ------------------------------- | ----- | ----- | ----- | ----- | ----- | ---- | -------- |
| Bacelo                          | 35,11 | 16,86 | 16,74 | 16,23 | 8,30  | 1,45 | 4 264    |
| Canaviais                       | 36,55 | 16,63 | 18,58 | 14,29 | 6,98  | 1,01 | 1 491    |
| Évora (Santo Antão)             | 26,34 | 28,65 | 16,37 | 11,12 | 11,02 | 1,15 | 953      |
| Évora (São Mamede)              | 33,64 | 22,66 | 15,55 | 14,15 | 8,12  | 1,47 | 1 293    |
| Horta das Figueiras             | 36,88 | 21,04 | 15,21 | 13,28 | 7,86  | 1,21 | 4 135    |
| Malagueira                      | 29,82 | 24,79 | 17,21 | 14,78 | 7,82  | 1,40 | 6 341    |
| Nossa Senhora da Boa Fé         | 22,93 | 17,56 | 43,41 | 2,93  | 3,41  | 2,93 | 205      |
| Nossa Senhora da Graça do Divor | 30,97 | 7,09  | 43,28 | 8,96  | 2,99  | 4,10 | 268      |
| Nossa Senhora da Tourega        | 38,10 | 12,12 | 31,60 | 7,14  | 3,90  | 0,87 | 462      |
| Nossa Senhora de Guadalupe      | 36,24 | 5,24  | 35,37 | 12,23 | 5,24  | 2,62 | 229      |
| Nossa Senhora de Machede        | 42,39 | 7,76  | 29,85 | 10,15 | 4,18  | 3,13 | 670      |
| São Bento do Mato               | 38,48 | 25,36 | 13,70 | 10,20 | 5,83  | 2,19 | 686      |
| São Manços                      | 47,16 | 15,05 | 20,37 | 6,79  | 2,94  | 2,75 | 545      |
| São Miguel de Machede           | 30,97 | 16,77 | 24,06 | 17,75 | 3,55  | 3,16 | 507      |
| São Sebastião da Giesteira      | 42,44 | 12,61 | 26,26 | 9,03  | 3,15  | 2,10 | 476      |
| São Vicente do Pigeiro          | 48,11 | 14,77 | 17,42 | 10,23 | 4,55  | 2,27 | 264      |
| Sé e São Pedro                  | 29,79 | 30,66 | 11,60 | 9,93  | 13,26 | 1,19 | 1 259    |
| Senhora da Saúde                | 33,43 | 27,36 | 14,13 | 11,71 | 7,77  | 1,32 | 5 074    |
| Torre de Coelheiros             | 38,14 | 8,43  | 37,92 | 9,31  | 2,00  | 1,33 | 451      |
| Évora                           | 34,04 | 21,65 | 17,69 | 13,08 | 7,55  | 1,50 | 29 573   |

### Montemor-o-Novo
| Partido                 | Partido                        | Votos  | %               | +/-   |
| ----------------------- | ------------------------------ | ------ | --------------- | ----- |
|                         | Coligação Democrática Unitária | 3 404  | 33,76 / 100,00  | 1,30  |
|                         | Partido Socialista             | 3 223  | 31,96 / 100,00  | 10,93 |
|                         | Partido Social Democrata       | 1 553  | 15,40 / 100,00  | 2,35  |
|                         | Bloco de Esquerda              | 863    | 8,56 / 100,00   | 4,62  |
|                         | CDS – Partido Popular          | 457    | 4,53 / 100,00   | 1,13  |
|                         | PCTP/MRPP                      | 233    | 2,31 / 100,00   | 0,84  |
|                         | Outros                         | 117    | 1,17 / 100,00   |       |
| Votos Inválidos         | Votos Inválidos                | 234    | 2,32 / 100,00   | 0,46  |
| Total                   | Total                          | 10 084 | 100,00 / 100,00 |       |
| Eleitorado/Participação | Eleitorado/Participação        | 15 617 | 64,57 / 100,00  | 5,34  |

| Freguesia                 | %     | %     | %     | %     | %    | %    | Votantes |
| Freguesia                 | CDU   | PS    | PSD   | BE    | CDS  | PCTP | Votantes |
| ------------------------- | ----- | ----- | ----- | ----- | ---- | ---- | -------- |
| Cabrela                   | 27,51 | 43,70 | 12,08 | 6,68  | 6,17 | 1,54 | 389      |
| Ciborro                   | 17,35 | 59,39 | 7,55  | 9,59  | 1,63 | 2,24 | 490      |
| Cortiçadas                | 44,19 | 22,66 | 14,61 | 7,30  | 2,43 | 3,00 | 534      |
| Foros de Vale de Figueira | 40,52 | 34,67 | 8,78  | 8,32  | 1,69 | 3,08 | 649      |
| Lavre                     | 24,27 | 40,79 | 19,46 | 6,69  | 3,97 | 1,88 | 478      |
| Nossa Senhora da Vila     | 32,05 | 29,99 | 15,86 | 10,82 | 5,78 | 1,93 | 3 114    |
| Nossa Senhora do Bispo    | 30,32 | 30,60 | 18,26 | 8,86  | 5,91 | 2,29 | 2 843    |
| Santiago do Escoural      | 47,28 | 30,01 | 9,39  | 6,26  | 1,51 | 2,43 | 863      |
| São Cristóvão             | 35,78 | 27,75 | 22,48 | 2,29  | 4,13 | 3,90 | 436      |
| Silveiras                 | 60,07 | 20,83 | 9,03  | 4,17  | 1,04 | 2,78 | 288      |
| Montemor-o-Novo           | 33,76 | 31,96 | 15,40 | 8,56  | 4,53 | 2,31 | 10 084   |

### Mora
| Partido                 | Partido                        | Votos | %               | +/-   |
| ----------------------- | ------------------------------ | ----- | --------------- | ----- |
|                         | Coligação Democrática Unitária | 1 099 | 35,58 / 100,00  | 3,11  |
|                         | Partido Socialista             | 854   | 27,65 / 100,00  | 12,44 |
|                         | Partido Social Democrata       | 542   | 17,55 / 100,00  | 1,77  |
|                         | Bloco de Esquerda              | 245   | 7,93 / 100,00   | 4,45  |
|                         | CDS – Partido Popular          | 152   | 4,92 / 100,00   | 1,50  |
|                         | PCTP/MRPP                      | 94    | 3,04 / 100,00   | 1,50  |
|                         | Outros                         | 25    | 0,80 / 100,00   |       |
| Votos Inválidos         | Votos Inválidos                | 78    | 2,52 / 100,00   | 0,21  |
| Total                   | Total                          | 3 089 | 100,00 / 100,00 |       |
| Eleitorado/Participação | Eleitorado/Participação        | 5 127 | 60,25 / 100,00  | 4,96  |

| Freguesia | %     | %     | %     | %    | %    | %    | Votantes |
| Freguesia | CDU   | PS    | PSD   | BE   | CDS  | PCTP | Votantes |
| --------- | ----- | ----- | ----- | ---- | ---- | ---- | -------- |
| Brotas    | 43,80 | 21,04 | 19,88 | 6,05 | 3,17 | 2,31 | 347      |
| Cabeção   | 42,25 | 30,05 | 9,08  | 7,67 | 5,01 | 3,60 | 639      |
| Mora      | 33,38 | 27,76 | 18,66 | 8,63 | 5,08 | 2,94 | 1 495    |
| Pavia     | 29,28 | 28,62 | 22,37 | 7,57 | 5,43 | 3,13 | 608      |
| Mora      | 35,58 | 27,65 | 17,55 | 7,93 | 4,92 | 3,04 | 3 089    |

### Mourão
| Partido                 | Partido                        | Votos | %               | +/-   |
| ----------------------- | ------------------------------ | ----- | --------------- | ----- |
|                         | Partido Socialista             | 732   | 46,33 / 100,00  | 15,45 |
|                         | Partido Social Democrata       | 385   | 24,37 / 100,00  | 2,43  |
|                         | Coligação Democrática Unitária | 150   | 9,49 / 100,00   | 3,90  |
|                         | Bloco de Esquerda              | 141   | 8,92 / 100,00   | 5,07  |
|                         | CDS – Partido Popular          | 80    | 5,06 / 100,00   | 1,64  |
|                         | PCTP/MRPP                      | 27    | 1,71 / 100,00   | 1,03  |
|                         | Outros                         | 19    | 1,20 / 100,00   |       |
| Votos Inválidos         | Votos Inválidos                | 46    | 2,91 / 100,00   | 0,73  |
| Total                   | Total                          | 1 580 | 100,00 / 100,00 |       |
| Eleitorado/Participação | Eleitorado/Participação        | 2 550 | 61,96 / 100,00  | 0,84  |

| Freguesia | %     | %     | %     | %     | %    | %    | Votantes |
| Freguesia | PS    | PSD   | CDU   | BE    | CDS  | PCTP | Votantes |
| --------- | ----- | ----- | ----- | ----- | ---- | ---- | -------- |
| Granja    | 45,95 | 20,81 | 8,92  | 12,43 | 3,78 | 1,89 | 370      |
| Luz       | 30,57 | 54,15 | 2,62  | 3,49  | 4,80 | 0,87 | 229      |
| Mourão    | 50,15 | 18,76 | 11,31 | 8,87  | 5,61 | 1,83 | 981      |
| Mourão    | 46,33 | 24,37 | 9,49  | 8,92  | 5,06 | 1,71 | 1 580    |

### Portel
| Partido                 | Partido                        | Votos | %               | +/-  |
| ----------------------- | ------------------------------ | ----- | --------------- | ---- |
|                         | Partido Socialista             | 1 571 | 41,13 / 100,00  | 9,72 |
|                         | Coligação Democrática Unitária | 1 309 | 34,27 / 100,00  | 1,04 |
|                         | Partido Social Democrata       | 332   | 8,69 / 100,00   | 0,96 |
|                         | Bloco de Esquerda              | 297   | 7,77 / 100,00   | 5,40 |
|                         | CDS – Partido Popular          | 122   | 3,19 / 100,00   | 1,63 |
|                         | PCTP/MRPP                      | 82    | 2,15 / 100,00   | 0,29 |
|                         | Outros                         | 31    | 0,80 / 100,00   |      |
| Votos Inválidos         | Votos Inválidos                | 76    | 1,99 / 100,00   | 0,36 |
| Total                   | Total                          | 3 820 | 100,00 / 100,00 |      |
| Eleitorado/Participação | Eleitorado/Participação        | 5 995 | 63,72 / 100,00  | 0,01 |

| Freguesia                 | %     | %     | %     | %     | %    | %    | Votantes |
| Freguesia                 | PS    | CDU   | PSD   | BE    | CDS  | PCTP | Votantes |
| ------------------------- | ----- | ----- | ----- | ----- | ---- | ---- | -------- |
| Alqueva                   | 53,95 | 31,58 | 4,39  | 5,26  | 2,19 | 0,88 | 228      |
| Amieira                   | 29,26 | 55,93 | 4,07  | 5,19  | 0,74 | 2,96 | 270      |
| Monte do Trigo            | 33,66 | 46,09 | 4,89  | 8,52  | 2,23 | 2,51 | 716      |
| Oriola                    | 49,38 | 27,98 | 6,17  | 11,11 | 1,23 | 1,23 | 243      |
| Portel                    | 37,18 | 30,13 | 13,42 | 9,06  | 5,50 | 1,68 | 1 490    |
| Santana                   | 51,67 | 26,14 | 8,81  | 5,17  | 2,13 | 1,52 | 329      |
| São Bartolomeu do Outeiro | 47,37 | 29,12 | 5,26  | 7,72  | 2,11 | 4,56 | 285      |
| Vera Cruz                 | 57,53 | 27,03 | 6,56  | 3,47  | 0,39 | 3,09 | 259      |
| Portel                    | 41,13 | 34,27 | 8,69  | 7,77  | 3,19 | 2,15 | 3 820    |

### Redondo
| Partido                 | Partido                        | Votos | %               | +/-   |
| ----------------------- | ------------------------------ | ----- | --------------- | ----- |
|                         | Partido Socialista             | 1 309 | 35,97 / 100,00  | 13,69 |
|                         | Coligação Democrática Unitária | 667   | 18,33 / 100,00  | 1,51  |
|                         | Partido Social Democrata       | 639   | 17,56 / 100,00  | 1,63  |
|                         | Bloco de Esquerda              | 515   | 14,15 / 100,00  | 8,30  |
|                         | CDS – Partido Popular          | 281   | 7,72 / 100,00   | 3,89  |
|                         | PCTP/MRPP                      | 83    | 2,28 / 100,00   | 0,05  |
|                         | Outros                         | 66    | 1,80 / 100,00   |       |
| Votos Inválidos         | Votos Inválidos                | 79    | 2,17 / 100,00   | 0,44  |
| Total                   | Total                          | 3 639 | 100,00 / 100,00 |       |
| Eleitorado/Participação | Eleitorado/Participação        | 6 339 | 57,41 / 100,00  | 3,34  |

| Freguesia | %     | %     | %     | %     | %    | %    | Votantes |
| Freguesia | PS    | CDU   | PSD   | BE    | CDS  | PCTP | Votantes |
| --------- | ----- | ----- | ----- | ----- | ---- | ---- | -------- |
| Montoito  | 32,67 | 29,22 | 16,20 | 10,89 | 6,11 | 2,26 | 753      |
| Redondo   | 36,83 | 15,49 | 17,91 | 15,00 | 8,14 | 2,29 | 2 286    |
| Redondo   | 35,97 | 18,33 | 17,56 | 14,15 | 7,72 | 2,28 | 3 639    |

### Reguengos de Monsaraz
| Partido                 | Partido                        | Votos | %               | +/-   |
| ----------------------- | ------------------------------ | ----- | --------------- | ----- |
|                         | Partido Socialista             | 2 378 | 45,50 / 100,00  | 15,69 |
|                         | Partido Social Democrata       | 1 006 | 19,25 / 100,00  | 2,45  |
|                         | Coligação Democrática Unitária | 689   | 13,18 / 100,00  | 2,30  |
|                         | Bloco de Esquerda              | 580   | 11,10 / 100,00  | 7,43  |
|                         | CDS – Partido Popular          | 275   | 5,26 / 100,00   | 2,40  |
|                         | PCTP/MRPP                      | 101   | 1,93 / 100,00   | 0,62  |
|                         | Outros                         | 62    | 1,19 / 100,00   |       |
| Votos Inválidos         | Votos Inválidos                | 135   | 2,58 / 100,00   | 0,40  |
| Total                   | Total                          | 5 226 | 100,00 / 100,00 |       |
| Eleitorado/Participação | Eleitorado/Participação        | 9 292 | 56,24 / 100,00  | 7,12  |

| Freguesia             | %     | %     | %     | %     | %    | %    | Votantes |
| Freguesia             | PS    | PSD   | CDU   | BE    | CDS  | PCTP | Votantes |
| --------------------- | ----- | ----- | ----- | ----- | ---- | ---- | -------- |
| Campinho              | 52,18 | 9,43  | 20,46 | 7,82  | 3,22 | 2,07 | 435      |
| Campo                 | 52,28 | 14,97 | 15,23 | 9,90  | 3,55 | 1,52 | 394      |
| Corval                | 46,86 | 15,44 | 14,75 | 13,39 | 4,37 | 2,46 | 732      |
| Monsaraz              | 51,01 | 16,33 | 13,65 | 7,61  | 5,37 | 3,13 | 447      |
| Reguengos de Monsaraz | 42,70 | 22,37 | 11,53 | 11,65 | 5,94 | 1,68 | 3 218    |
| Reguengos de Monsaraz | 45,50 | 19,25 | 13,18 | 11,10 | 5,26 | 1,93 | 5 226    |

### Vendas Novas
| Partido                 | Partido                        | Votos  | %               | +/-   |
| ----------------------- | ------------------------------ | ------ | --------------- | ----- |
|                         | Coligação Democrática Unitária | 1 820  | 28,12 / 100,00  | 2,00  |
|                         | Partido Socialista             | 1 754  | 27,10 / 100,00  | 14,16 |
|                         | Partido Social Democrata       | 1 241  | 19,17 / 100,00  | 0,49  |
|                         | Bloco de Esquerda              | 663    | 10,24 / 100,00  | 5,85  |
|                         | CDS – Partido Popular          | 552    | 8,53 / 100,00   | 4,09  |
|                         | PCTP/MRPP                      | 168    | 2,60 / 100,00   | 1,06  |
|                         | Outros                         | 114    | 1,76 / 100,00   |       |
| Votos Inválidos         | Votos Inválidos                | 161    | 2,48 / 100,00   | 0,02  |
| Total                   | Total                          | 6 473  | 100,00 / 100,00 |       |
| Eleitorado/Participação | Eleitorado/Participação        | 10 441 | 62,00 / 100,00  | 3,81  |

| Freguesia    | %     | %     | %     | %     | %    | %    | Votantes |
| Freguesia    | CDU   | PS    | PSD   | BE    | CDS  | PCTP | Votantes |
| ------------ | ----- | ----- | ----- | ----- | ---- | ---- | -------- |
| Landeira     | 37,84 | 32,14 | 12,05 | 8,03  | 5,07 | 2,75 | 473      |
| Vendas Novas | 27,35 | 26,70 | 19,73 | 10,42 | 8,80 | 2,58 | 6 000    |
| Vendas Novas | 28,12 | 27,10 | 19,17 | 10,24 | 8,53 | 2,60 | 6 473    |

### Viana do Alentejo
| Partido                 | Partido                        | Votos | %               | +/-   |
| ----------------------- | ------------------------------ | ----- | --------------- | ----- |
|                         | Partido Socialista             | 902   | 31,54 / 100,00  | 14,92 |
|                         | Coligação Democrática Unitária | 897   | 31,36 / 100,00  | 2,74  |
|                         | Partido Social Democrata       | 398   | 13,92 / 100,00  | 1,60  |
|                         | Bloco de Esquerda              | 317   | 11,08 / 100,00  | 6,70  |
|                         | CDS – Partido Popular          | 142   | 4,97 / 100,00   | 2,60  |
|                         | PCTP/MRPP                      | 85    | 2,97 / 100,00   | 0,57  |
|                         | Outros                         | 42    | 1,46 / 100,00   |       |
| Votos Inválidos         | Votos Inválidos                | 77    | 2,69 / 100,00   | 0,19  |
| Total                   | Total                          | 2 860 | 100,00 / 100,00 |       |
| Eleitorado/Participação | Eleitorado/Participação        | 4 960 | 57,66 / 100,00  | 4,29  |

| Freguesia         | %     | %     | %     | %     | %    | %    | Votantes |
| Freguesia         | PS    | CDU   | PSD   | BE    | CDS  | PCTP | Votantes |
| ----------------- | ----- | ----- | ----- | ----- | ---- | ---- | -------- |
| Aguiar            | 31,21 | 50,92 | 4,72  | 8,21  | 1,64 | 1,64 | 487      |
| Alcáçovas         | 28,12 | 28,50 | 16,79 | 12,57 | 5,85 | 3,17 | 1 042    |
| Viana do Alentejo | 34,34 | 26,45 | 15,03 | 10,97 | 5,48 | 3,31 | 1 331    |
| Viana do Alentejo | 31,54 | 31,36 | 13,92 | 11,08 | 4,97 | 2,97 | 2 860    |

### Vila Viçosa
| Partido                 | Partido                        | Votos | %               | +/-   |
| ----------------------- | ------------------------------ | ----- | --------------- | ----- |
|                         | Partido Socialista             | 1 529 | 33,10 / 100,00  | 20,21 |
|                         | Partido Social Democrata       | 1 005 | 21,75 / 100,00  | 2,07  |
|                         | Coligação Democrática Unitária | 801   | 17,34 / 100,00  | 2,05  |
|                         | Bloco de Esquerda              | 569   | 12,32 / 100,00  | 8,38  |
|                         | CDS – Partido Popular          | 386   | 8,35 / 100,00   | 4,29  |
|                         | PCTP/MRPP                      | 122   | 2,64 / 100,00   | 1,29  |
|                         | Outros                         | 62    | 1,34 / 100,00   |       |
| Votos Inválidos         | Votos Inválidos                | 146   | 3,16 / 100,00   | 1,50  |
| Total                   | Total                          | 4 620 | 100,00 / 100,00 |       |
| Eleitorado/Participação | Eleitorado/Participação        | 7 569 | 61,04 / 100,00  | 4,42  |

| Freguesia                    | %     | %     | %     | %     | %     | %    | Votantes |
| Freguesia                    | PS    | PSD   | CDU   | BE    | CDS   | PCTP | Votantes |
| ---------------------------- | ----- | ----- | ----- | ----- | ----- | ---- | -------- |
| Bencatel                     | 33,44 | 10,75 | 35,16 | 9,46  | 5,38  | 2,69 | 930      |
| Ciladas                      | 44,40 | 13,18 | 13,72 | 11,91 | 8,66  | 3,25 | 554      |
| Pardais                      | 50,00 | 12,10 | 15,92 | 10,83 | 5,10  | 3,82 | 314      |
| Vila Viçosa (Conceição)      | 29,33 | 26,31 | 13,29 | 14,39 | 9,03  | 2,70 | 2 182    |
| Vila Viçosa (São Bartolomeu) | 27,34 | 34,38 | 9,06  | 10,47 | 11,72 | 1,25 | 640      |
| Vila Viçosa                  | 33,10 | 21,75 | 17,34 | 12,32 | 8,35  | 2,64 | 4 620    |